# Olaf Linck
Olaf Linck (født 28. juni 1874 i København, død 28. juli 1958) var en dansk journalist, rejsebogsforfatter og globetrotter. Han startede sin journalistisk løbebane på det konservative Vort Land 1900-1913 og arbejdede derefter på Berlingske Tidende 1913-1924, hvorefter han blev tilknyttet Nationaltidende som rejsende medarbejder og sideløbende arbejdede som freelancekorrespondent for en række danske og udenlandske aviser. I 1919-1920 var han desuden redaktør af Skandinavisk Sø og Handels-Tidende.
Linck debuterede som forfatter i 1919 og skrev over 30 rejsebøger, romaner, drengebøger, biografier om danskere bosat i andre verdensdele samt vejledninger til udvandrere. Desuden var han medstifter af Dansk Journalistforbund og sad i dettes første bestyrelse. Han foretog flere store reportagerejser til Afrika, Amerika og Østen og boede i længere perioder hos indfødte folkeslag som zuluerne i Sydafrika i 1921, sioux-indianere i USA i 1925 og battaker og atchinesere på Sumatra i 1926.

### Faglitteratur

#### Rejsebøger
- Fra Kina til Danmark i en Ketch, 1924
- En Sommer blandt Sioux-Indianere, 1925
- Kanada det store Fremtidsland, 1926
- Sumatra, Landet for Mænd, 1927
- En Sommer blandt Zulukaffere, 1928
- Glædens Land, 1929
- Den rette Mand, 1930
- Kong Hans ved Stillehavet, 1930
- Etatsraad H N Andersen paa Rejse, 1937
- Paa Eventyr i Kanadas Skove, 1945
- Til søs igen under Dannebrog, 1945
- Det tabte Land – Minder fra Dansk Vestindien, 1947

#### Bøger om danske udvandrere
- Danskere under Sydkorset, 1921
- Danskere under Stjernebanneret, 1922
- Chancen derude—! Udvandrerens Bog, 1924
- En Dansker i Østen (Laurits Andersens Livs Eventyr), 1927

#### Bøger om danske forhold
- Hedebønder og Vestkystfolk, 1927
- Den store Børneven (Einar Holbøll og Julemærket), 1928
- Kommer snart hjem (samtaler med danske sømænds hustruer og mødre), 1942

### Fiktion

#### Romaner
- Ved lykkens port, 1919
- Den gode muld, 1922
- Glædens land, 1929

#### Drengebøger
- Ole Skibsdreng paa Verdensrejse
- Ole Skibsdreng blandt kinesiske Sørøvere
- Styrmand Dans Bedrifter

## Hæder
Livsvarigt medlem af Geografiska Sällskapet i Finland.